# Inverno al mare
Inverno al mare è uno sceneggiato di genere giallo del 1982 diretto da Silverio Blasi. Interpretato, fra gli altri, da Orso Maria Guerrini, Rita Savagnone e Susanna Fassetta è ispirato ad un caso di cronaca realmente accaduto. Nella fiction il regista recita in un piccolo ruolo, quello del professor Pucci.

## Trama
Ispirato ad un caso di cronaca realmente accaduto a Viareggio alla fine degli anni sessanta, con nomi e luoghi mutati, lo sceneggiato racconta del primo caso di sequestro di persona relativo ad un minorenne in Italia. Un giovane dodicenne, figlio di persone di medie condizioni economiche, un pomeriggio scompare. Dopo qualche tempo viene rinvenuto morto in una pineta vicino ad una stazione balneare. Si dipanano indagini che fanno emergere giri di prostituzione, associazioni estremiste, ricatti. Sarà difficile venire a capo dell'intricatissima matassa.